# Меццана
Меццана (італ. Mezzana) — муніципалітет в Італії, у регіоні Трентіно-Альто-Адідже,  провінція Тренто.
Меццана розташована на відстані близько 510 км на північ від Рима, 37 км на північний захід від Тренто.

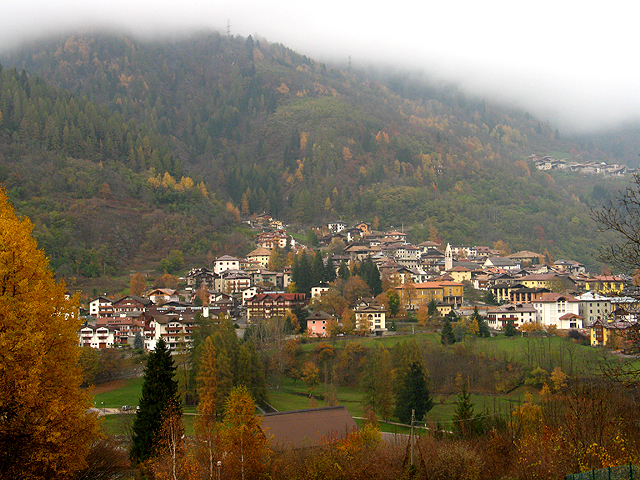

Населення — 893 особи (2014).

## Демографія
Населення за роками:

Станом на 1 січня 2023 року в муніципалітеті офіційно проживало 48 іноземців з 10 країн, серед них 29 громадян країн Євросоюзу та 1 громадянин України.

## Сусідні муніципалітети
- Коммеццадура
- Пелліццано
- Пінцоло
- Раббі